# Earthworm Jim 2
Earthworm Jim 2 är ett plattform-spring och skjut-spel som är uppföljaren till Earthworm Jim, och handlar om daggmasken Jim som använder sig av en robotrustning. Spelet utvecklades av Doug TenNapel, David Perry, och Shiny Entertainment. Spelet släpptes under sent 1995-tidigt 1996, beroende på format, ursprungligen till Sega Mega Drive och SNES, innan det porterades till övriga konsoler.

## Handling
Precis som i föregående spel skall Jim rädda prinsessan "What's Her Name", och besegra Psy-Crow och hans anhängare.

### Fotnoter
1. ↑  ”Cows Will Launch on the Virtual Console This Year”. IGN. http://www.ign.com/articles/2008/04/21/cows-will-launch-on-the-virtual-console-this-year. Läst 14 maj 2014.
2. ↑  ”11 New Downloads Blast Their Way to Nintendo Systems”. Nintendo of America. 14 december 2009. Arkiverad från originalet den 12 juli 2013. https://www.webcitation.org/6I3eRbb2H?url=http://www.nintendo.com/whatsnew/detail/1Ab-7I_f6pr6TzQFb5kM5dwbdR8tGQqq. Läst 15 maj 2014.
3. ↑  ”Earthworm Jim 2”. Gamespot. http://www.gamespot.com/earthworm-jim-2/. Läst 15 maj 2014.
4. ↑  Williamson, Colin. ”Earthworm Jim 2 - Overview”. allgame. Arkiverad från originalet den 9 februari 2010. https://web.archive.org/web/20100209193111/http://www.allgame.com/game.php?id=1570. Läst 15 maj 2014.
5. ↑  ”Nintendo Review: Earthworm Jim 2”. Official Nintendo Magazine. Arkiverad från originalet den 28 februari 2014. https://web.archive.org/web/20140228005134/http://www.officialnintendomagazine.co.uk/13740/reviews/earthworm-jim-2-review/. Läst 15 maj 2014.